# Graniti
Graniti település Olaszországban, Szicília régióban, Messina megyében. Lakosainak száma 1460 fő (2023. január 1.). Graniti Castiglione di Sicilia, Mongiuffi Melia, Antillo, Gaggi és Motta Camastra községekkel határos.

## Népesség
A település lakossága az elmúlt években az alábbi módon változott:
| Lakosok száma | 1470 | 1465 | 1460 |
|               | 2017 | 2018 | 2023 |